# Корк
Корк (ирл. Corcaigh; англ. Cork [kɔːrk]) — второй по величине город Ирландии. Расположен на юго-западе страны на расстоянии 253 км от столичного города Дублина. Административный центр одноимённого графства. Основан в VI веке св. Финбарром, который заложил церковь на южном берегу реки Ли. Согласно переписи 2022 года, первой после расширения границ города в 2019 году, население города составляло 222 333 человека.
Центр города представляет собой остров, расположенный между двумя руслами реки Ли, которые сливаются ниже по течению в восточной части центра города. Оттуда набережные и доки, расположенные вдоль реки, ведут к Лох-Маон и Корк-Харбор, одной из крупнейших естественных гаваней в мире.
Первоначально Корк был монастырским поселением, позднее, примерно в 915 году, он был расширен захватчиками-викингами. Его хартия была дарована Иоанном Безземельным в 1185 году. Когда-то город Корк был полностью обнесён стеной, а остатки старого средневекового центра города можно найти вокруг Южной и Северной главных улиц. Прозвище Корка — «мятежный город» — появилось из-за его поддержки йоркистов в Войне Алой и Белой розы. Коркинцы иногда называют город «настоящей столицей», ссылаясь на его противостояние англо-ирландскому договору во время Гражданской войны в Ирландии.

## Название
Ирландское название города — Corcaigh (Корки, в родит. падеже — Chorcaí) — переводится как «болото».

## История
Самые древние упоминания о Корке относятся к VI—VII векам, когда святой Финбарр основал здесь монастырь (ныне собор Святого Финбарра).
Между 915 и 922 годами норвежские поселенцы (викинги) основали торговый порт. Было высказано предположение, что, как и Дублин, Корк был важным торговым центром в глобальной древнескандинавской торговой сети. Монастырское поселение продолжало существовать совместно с викинговским лонгфортом (longphort), при этом между ними возникли своего рода симбиотические отношения; викинги обеспечивали монахов недоступными им иными способами торговыми товарами и, возможно, также военной помощью.

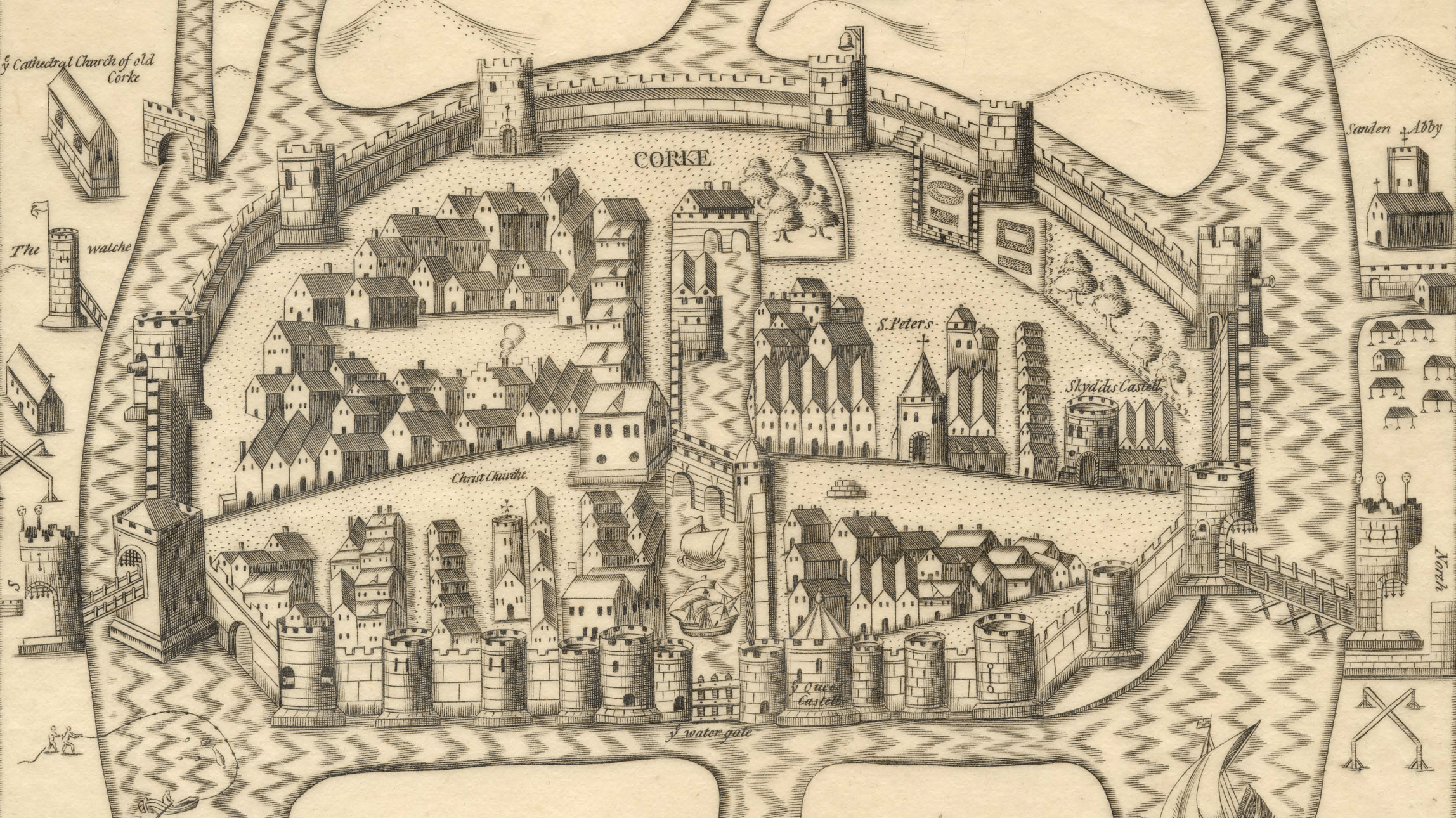
Карта Корка XVI века

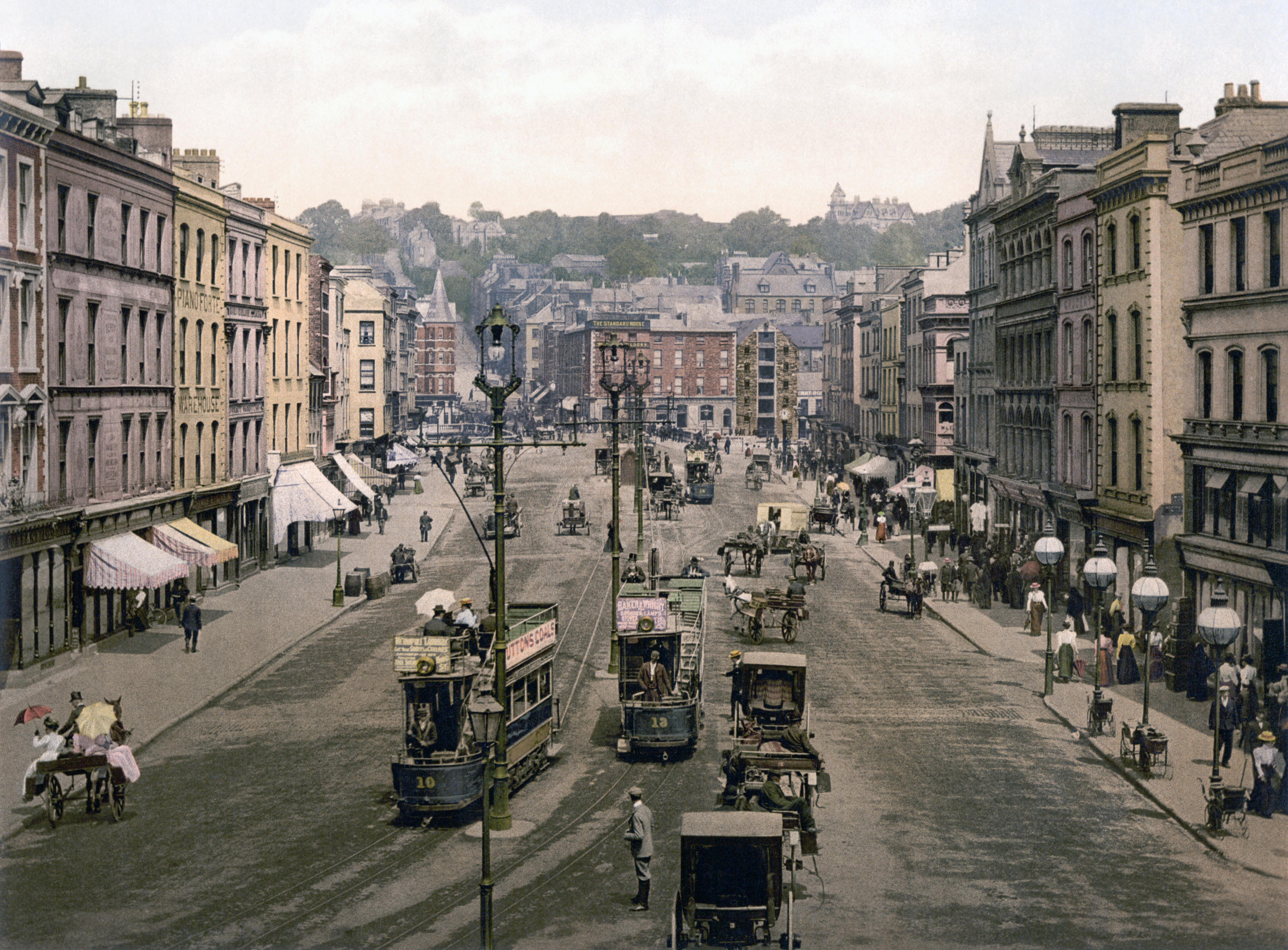
Улица Святого Патрика в Корке между 1890 и 1900 гг.

Пережив набеги норманнов, к XII веку поселение стало главным городом королевства Мунстер. Ирландское правление длилось непродолжительное время, и к 1185 году Корк оказался под управлением английской короны. После этого город переходил от одного владельца к другому во время непрекращающейся борьбы между ирландцами и англичанами.
В течение XVIII века Корк процветал, но столетие спустя голод опустошил графство и город, лишив Корк населения вследствие эмиграции, голодных смертей и низкой рождаемости.
В 1185 году хартия города была дарована Иоанном Безземельным в качестве лорда Ирландии. Город был полностью обнесён стеной, и некоторые секции стены и ворота сохранились до наших дней. В течение средневековья долгое время город Корк был форпостом древнеанглийской культуры среди преимущественно враждебной гэльской сельской местности и оставался отрезанным от собственно британской территории Пейл вокруг Дублина. Соседние гэльские и хиберно-норманнские лорды вымогали у граждан «чёрную ренту», как гарантию от их нападений на город. Нынешние размеры города превысили средневековые границы Баронии города Корк; теперь он занимает большую часть соседнего баронства Корк. Вместе эти баронства расположены между барониями Бэрримор на востоке, Маскерри-Иаст на западе и Керрикаррихи на юге.

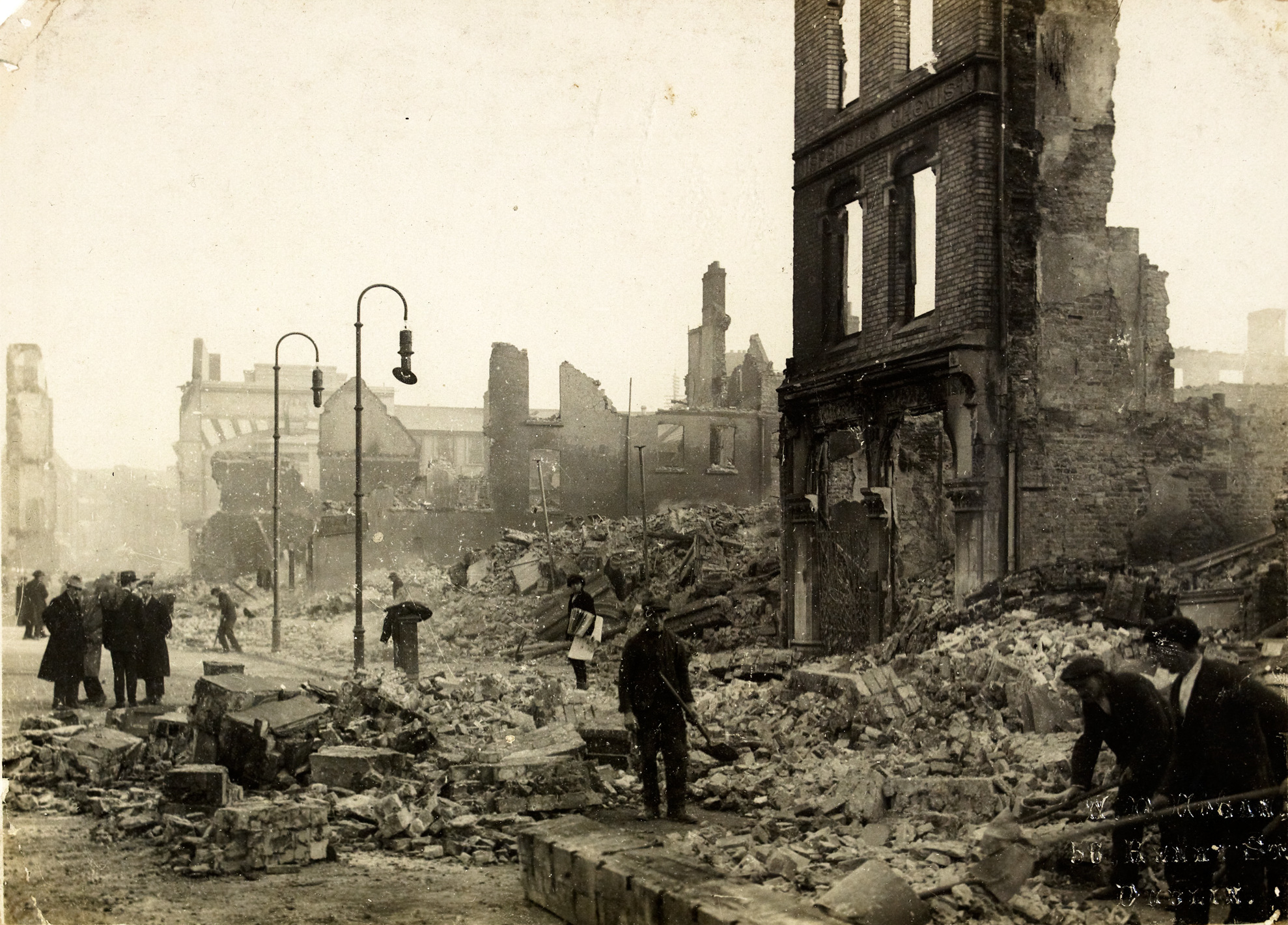
Рабочие разбирают завалы на улице Святого Патрика после сожжения города в ходе войны за независимость Ирландии в 1920 году

В муниципальном управлении города доминировали около 12-15 купеческих семей, чьё богатство было получено от зарубежной торговли с континентальной Европой, в частности от экспорта шерсти и шкур и импорта соли, железа и вина.
Средневековое население Корка составляло около 2100 человек. Он сильно пострадал в 1349 году, когда почти половина горожан умерла от чумы, когда в город пришла Чёрная смерть. В 1491 году Корк сыграл роль в английской Войне Алой и Белой розы, когда Перкин Уорбек, претендент на английский престол, высадился в городе и попытался заручиться поддержкой заговора с целью свержения короля Англии Генриха VII. Тогдашний мэр Корка и несколько важных граждан отправились с Уорбеком в Англию, но, когда восстание было подавлено, все они были схвачены и казнены.
Титул мэра Корка был учреждён королевской хартией в 1318 году, а титул был изменён на «лорд-мэр» в 1900 году после того, как действующий мэр был возведён в рыцари королевой Викторией во время её визита в город.
Начиная с XIX века, население Корка активно поддерживало ирландское национальное движение, ирландское самоуправление и Ирландскую парламентскую партию, но с 1910 года твёрдо стоял за диссидентом Уильяма О’Брайена Партия «Все за Ирландию». О’Брайен издавал третью местную газету, «Cork Free Press». Корк обогнал Белфаст как второй по величине город Ирландии в девятнадцатом веке.
Будучи исконно ирландским городом, Корк играл значительную роль в борьбе за независимость Ирландии. В 1920 году Томас Мак-Куртан, мэр города и офицер ИРА, был убит несколькими членами британских формирований, известных как чёрно-пегие. Его преемник, Теренс Мак-Свини, умер в Брикстонской тюрьме Лондона после 75 дней голодовки. До этого, 11 декабря 1920 года, тот же отряд специального назначения сжёг центральную часть города в качестве карательной акции против активистов ИРА. Город был местом активных военных действий вплоть до окончания войны за независимость в июле 1921 года.
Во время Войны за независимость центр Корка был сожжён британскими отрядами чёрно-пегих. Это событие стало известно как «Сожжение Корка» и сопровождалось ожесточёнными боями между ирландскими партизанами и британскими войсками. Во время Гражданской войны в Ирландии Корк какое-то время удерживался силами, выступающими против Англо-ирландского договора, пока не был отбит поддерживающей договор Национальной армией в результате неожиданной высадки с моря.

### Границы города
Границы города расширялись в 1840, 1955 и 1965 годах
.
В 2018 году кабинет министров одобрил дальнейшее расширение границы города Корк, включив в него аэропорт Корк, Дуглас, Баллинколлиг и другие прилегающие районы. Закон о расширении границ города, увеличивший его площадь до 187 км², а численность населения с 125 000 до 210 000 человек, обсуждался и был одобрен в Платой представителей (Дайле Эрен) в июне 2018 года. Соответствующий закон был разработан в июле 2018 года и принят в рамках Закона о местном самоуправлении 2019 года. Изменение границы произошло 31 мая 2019 г. после местных выборов 2019 г.

## Культура
- С 1956 года в Корке ежегодно проводится международный кинофестиваль[28].
- В Корке учился и долгое время работал знаменитый ирландский музыкант XX века Алоис Флайшман, здесь же он похоронен.
- В пригороде Корка родилась (1 августа 1837) Мэри Харрис, более известная как "Мамаша Джонс", — выдающийся профсоюзный и общественный деятель, активист объединения Индустриальные рабочие мира.
- В 2005 году город Корк был выбран культурной столицей Европы[29].
- У Корка есть футбольная команда Корк Сити.

## Климат
Климат Корка типичен климату Ирландии.
| Cork Airport 1961—1990: средние метеорологические показатели                                                                     |       |       |      |      |      |      |      |      |      |       |       |       |        |
| Месяц | Янв   | Фев   | Мар  | Апр  | Май  | Июн  | Июл  | Авг  | Сен  | Окт   | Ноя   | Дек   | За год |
| Средн. макс. °C | 7,6   | 7,5   | 9,3  | 11,3 | 13,8 | 16,6 | 18,5 | 18,2 | 16,0 | 13,1  | 9,9   | 8,5   | 12,5   |
| Средн. мин. °C | 2,6   | 2,5   | 3,1  | 4,2  | 6,5  | 9,2  | 11,1 | 10,9 | 9,4  | 7,5   | 4,5   | 3,7   | 6,3    |
| Осадки мм | 138,3 | 115,6 | 98,7 | 67,7 | 83,4 | 68,8 | 66,4 | 88,7 | 96,4 | 125,4 | 111,1 | 133,8 | 1194,4 |
| Источник: Cork Airport (англ.). Met Éireann. Дата обращения: 27 января 2011. Архивировано 24 августа 2011 года. {{{accessdate}}} |       |       |      |      |      |      |      |      |      |       |       |       |        |

| Показатель                        | Янв. | Фев. | Март | Апр. | Май  | Июнь | Июль | Авг. | Сен. | Окт. | Нояб. | Дек. | Год  |
| --------------------------------- | ---- | ---- | ---- | ---- | ---- | ---- | ---- | ---- | ---- | ---- | ----- | ---- | ---- |
| Средний суточный максимум, °C     | 7,8  | 8,2  | 9,5  | 11,9 | 14,4 | 17,3 | 19,0 | 18,1 | 16,4 | 13,5 | 9,9   | 8,5  | 12,9 |
| Средняя температура, °C           | 5,8  | 5,8  | 6,7  | 8,7  | 11,1 | 13,8 | 15,5 | 14,7 | 13,4 | 11,0 | 7,7   | 6,6  | 10,1 |
| Средний суточный минимум, °C      | 3,8  | 3,5  | 3,8  | 5,5  | 7,7  | 10,3 | 12,1 | 11,4 | 10,4 | 8,4  | 5,5   | 4,6  | 7,3  |
| Норма осадков, мм                 | 124  | 87   | 88   | 78   | 69   | 86   | 63   | 71   | 77   | 115  | 118   | 148  | 1123 |
| Источник: www.weatheronline.co.uk |      |      |      |      |      |      |      |      |      |      |       |      |      |

## Достопримечательности
- Замок Десмонд
- Замок Блэкрок
- Собор Святого Финбарра.

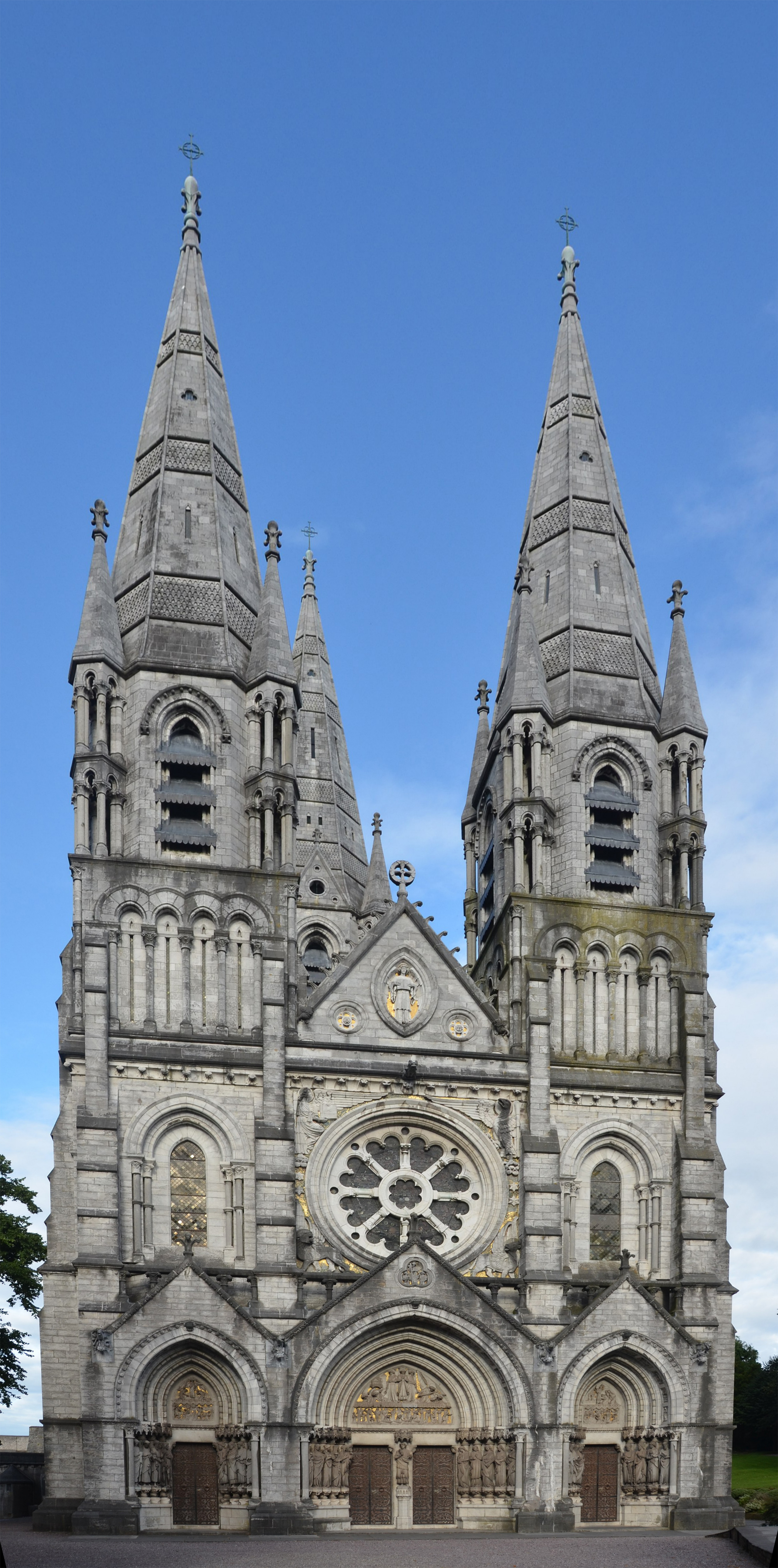
Собор Святого Финбарра

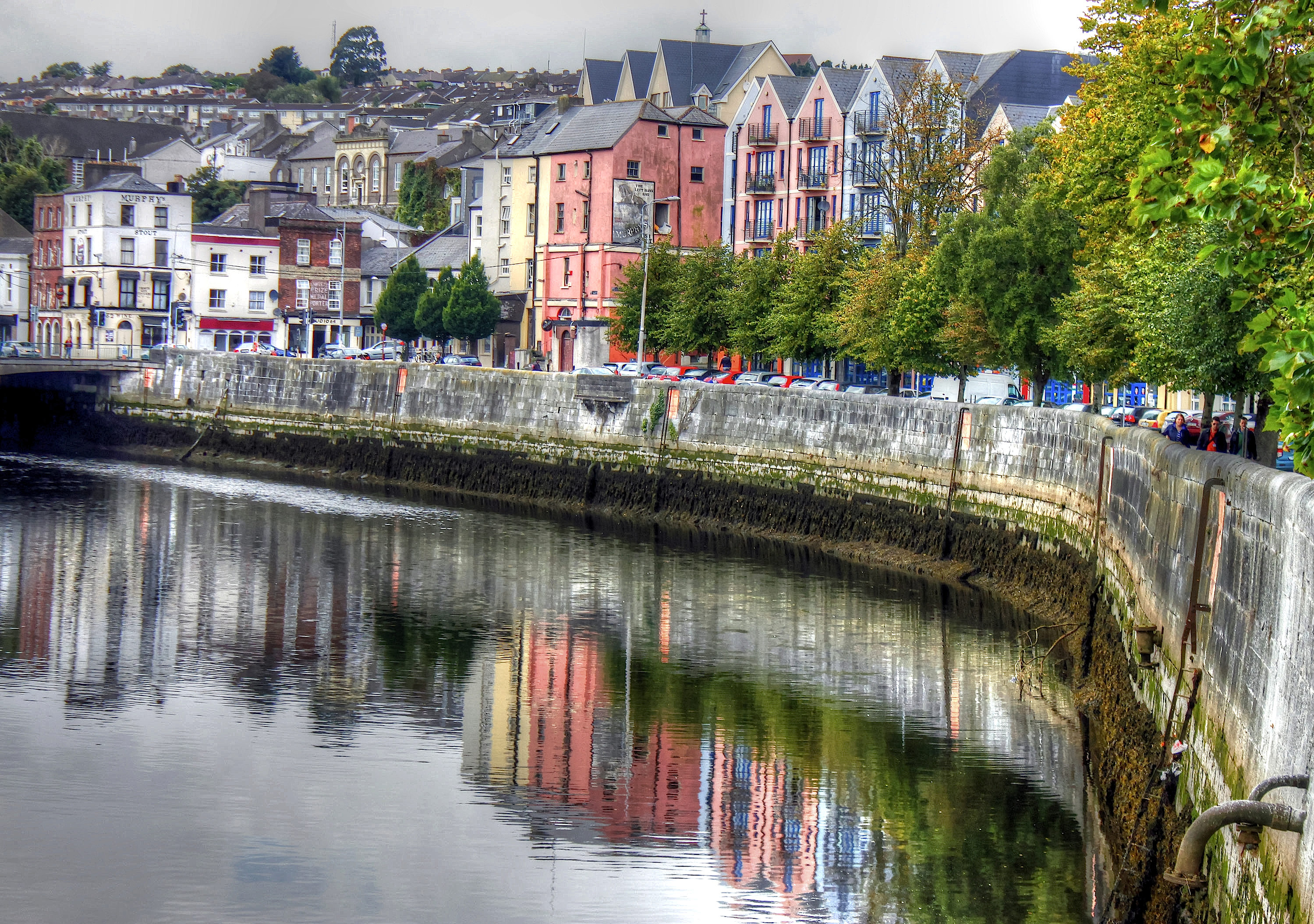
Набережная города

- Собор Пресвятой Девы Марии и Святой Анны
- Церковь Святой Анны
- Галерея Кроуфорд Арт
- Галерея Фиркин Крейн Сентер
- Башня церкви Шандон
- Элисиан
- Памятник Теобальду Мэтью на Сент-Патрик-стрит
- Здание городского совета
- Оперный театр
- Английский рынок
- Форт Элизабет

## Экономика
Крупнейшими по количеству сотрудников предприятиями города являются государственные организации и их подразделения. Среди 12 крупнейших организаций: 5 больниц, 2 колледжа, три частные компании. На шестом месте по количеству сотрудников находится Apple, в городе находится основной европейский офис компании (Apple Operations Europe).
Также в городе находится служба внутриигровой поддержки компании Blizzard. Открывая офис в Корке в 2007 году, компания планировала предоставить к 2010 году 100 рабочих мест, однако уже в мае 2009 года число занятых превысило 600. На 2011 год Blizzard был 11-м по количеству сотрудников работодателем в городе.
В 2001 году в городе было около 71 тысячи трудящихся, в 2006 году их количество оценивали более чем в 73 тысячи, в 2011 году их количество оценочно стало опять около 71 тысячи.

## Спорт
В городе есть стадион «Масгрейв Парк», на котором проводит часть своих матчей регбийный клуб «Манстер». Также в городе есть футбольная команда Корк Сити, которая несколько раз становилась чемпионом Ирландии.

## Демография
Население — 190 384 человека (по переписи 2006 года). В 2002 году население составляло 186 239 человек. При этом, население внутри городской черты (legal area) было 119 418, население пригородов (environs) — 70 966.
Данные переписи 2006 года:
| Общие демографические показатели |               |                               |                               |       |       |
| Всё население                    | Всё население | Изменения населения 2002—2006 | Изменения населения 2002—2006 | 2006  | 2006  |
| 2002                             | 2006          | чел.                          | %                             | муж.  | жен.  |
| 186 239                          | 190 384       | 4145                          | 2,2                           | 93610 | 96774 |

В нижеприводимых таблицах сумма всех ответов (столбец «сумма»), как правило, меньше общего населения населённого пункта (столбец «2006»).
| Религия (Тема 2 — 5 : Число людей по религиям, 2006) |             |                |             |            |         |         |
| Католики, чел.                                       | Католики, % | Другая религия | Без религии | не указано | сумма   | 2006    |
| 166 479                                              | 87,4        | 10 552         | 9563        | 3790       | 190 384 | 190 384 |

| Этнорасовый состав (Этничность. Тема 2 — 3 : Постоянное население по этническому или культурному происхождению, 2006) |            |              |           |        |        |            |         |         |
| Белые ирландцы | Лухт-шулта | Другие белые | Африканцы | Азиаты | Другие | Не указано | сумма   | 2006    |
| 163 585 | 734        | 12 760       | 2107      | 2464   | 2069   | 3530       | 187 249 | 190 384 |
| Доля от всех отвечавших на вопрос, %                                                                                  |            |              |           |        |        |            |         |         |
| 87,4 | 0,4        | 6,8          | 1,1       | 1,3    | 1,1    | 1,9        | 100     | 98,41   |

1 — доля отвечавших на вопрос о языке от всего населения.
| Владение ирландским языком (Тема 3 — 1 : Число людей от 3 лет и старше по способности говорить по-ирландски, 2006) |        |            |         |         |
| Владеете ли Вы ирландским языком?                                                                                  |        |            |         |         |
| Да | Нет    | Не указано | сумма   | 2006    |
| 81 926 | 96 574 | 4937       | 183 437 | 190 384 |
| Доля от всех отвечавших на вопрос о языке, %                                                                       |        |            |         |         |
| 44,7 | 52,6   | 2,7        | 100     | 96,41   |

1 — доля отвечавших на вопрос о языке от всего населения.
| Использование ирландского языка (Тема 3 — 2 : Говорящие по-ирландски от 3 лет и старше по частоте использования ирландского языка, 2006) |                                                            |                                               |                                               |                                               |                                               |                                               |        |                                     |         |
| Как часто и где Вы говорите по-ирландски?                                                                                                |                                                            |                                               |                                               |                                               |                                               |                                               |        |                                     |         |
| ежедневно, только в образовательных учреждениях                                                                                          | ежедневно, как в образовательных учреждениях, так и вне их | в других местах (вне образовательной системы) | в других местах (вне образовательной системы) | в других местах (вне образовательной системы) | в других местах (вне образовательной системы) | в других местах (вне образовательной системы) | сумма  | всего, отвечавших на вопрос о языке | 2006    |
| ежедневно, только в образовательных учреждениях                                                                                          | ежедневно, как в образовательных учреждениях, так и вне их | ежедневно                                     | каждую неделю                                 | реже                                          | никогда                                       | не указано                                    | сумма  | всего, отвечавших на вопрос о языке | 2006    |
| 19 927 | 1445                                                       | 1961                                          | 5075                                          | 30 375                                        | 21 920                                        | 1223                                          | 81 926 | 183 437                             | 190 384 |
| Доля от всех отвечавших на вопрос о языке, %                                                                                             |                                                            |                                               |                                               |                                               |                                               |                                               |        |                                     |         |
| 10,9 | 0,8                                                        | 1,1                                           | 2,8                                           | 16,6                                          | 11,9                                          | 0,7                                           | 44,7   | 100                                 |         |

| Типы частных жилищ (Тема 6 — 1(a) : Число частных домовладений по типу размещения, 2006) |          |         |                 |            |        |         |
| Отдельный дом                                                                            | Квартира | Комната | Переносные дома | не указано | сумма  | 2006    |
| 57 903                                                                                   | 7158     | 515     | 87              | 1381       | 67 044 | 190 384 |

### Коркский акцент
Коркский акцент, часть юго-западного диалекта гиберно-английского, обладает некоторыми особенностями, которые отличают его от других акцентов в Ирландии. Интонационно-тональный строй характеризуется частыми повышениями и падениями, при этом общий тон акцента имеет тенденцию быть более высоким, чем у других ирландских акцентов. В английском языке, на котором говорят в Корке, есть несколько диалектных слов, характерных для города и его окрестностей. Как и в стандартном гиберно-английском, некоторые из этих слов происходят из ирландского языка, а другие — из других языков, с которыми жители Корка сталкивались дома и за границей.

## Города-побратимы
Ниже представлен список городов-побратимов Корка:
- Ковентри, Англия, Великобритания (1969)
- Ренн, Франция (1982)
- Сан-Франциско, США (1984)
- Кёльн, Германия (1988)
- Суонси, Великобритания (1992)
- Шанхай, Китай (2005).

## Персоналии
- Барлоу, Джеймс (1921—1973) — английский писатель и сценарист.
- О’Донован, Иеремия (1831—1915) — ирландский революционер, лидер тайной организации «Ирландское революционное братство» (ИРБ). Почётный гражданин города Корк (с 1904).
- Дэй, Роберт (1836—1914) — ирландский антиквар и фотограф, оставивший значительную галерею фотографий с видами города Корка.
- Гиббингс, Роберт (1889—1958) — ирландский и английский художник-график, мастер гравюры на дереве, писатель, издатель.
- О’Лири, Даниэль Флоренсио (1801—1854) — ирландский генерал.
- Хинкс, Эдуард (1792—1866) — ирландский протестантский священник, ассириолог, расшифровавший месопотамскую клинопись.
- Дин, Джеймс (1991-н.в) — ирландский профессиональный дрифтер. Является чемпионом американских соревнований Formula D 2017, 2018, 2019 годов.